# Nimal Fernando Dehiwalage
Anton Nimal Fernando Dehiwalage (* 12. Oktober 1984) ist ein sri-lankischer Fußballspieler.

## Verein
Der Stürmer spielt im Verein bei Negombo Youth.

## Nationalmannschaft
Er ist zudem Mitglied der sri-lankischen Fußballnationalmannschaft und nahm mit dieser am AFC Challenge Cup 2008 teil. Bei diesem Turnier trug er die Rückennummer 30. Im Zeitraum von 2006 bis 2011 sind für den Spieler neun Länderspieleinsätze verzeichnet. Dabei erzielte er zwei Treffer.